# سی‌سی‌جی‌اس آموندسن
سی‌سی‌جی‌اس آموندسن (به انگلیسی: CCGS Amundsen) یک کشتی تحقیقاتی و یخ‌شکن از کلاس ساختاری پیر رادیسون است که در خدمت گارد ساحلی کشور کانادا است. این کشتی در سال ۱۹۷۹ به نام فرانکلین وارد خدمت شد و در سال ۱۹۸۰ به سر جان فرانکلین تغییر نام داد و تا سال ۱۹۹۶ به همین ترتیب فعالیت می‌کرد. با اعلام مازاد بودن این کشتی، در سال ۱۹۹۶ به عنوان کشتی اقامتی در لابرادور مورد استفاده قرار گرفت و در سال ۲۰۰۰ در ذخیره قرار گرفت. در سال ۲۰۰۳، کشتی مجدداً فعال شد و به یک کشتی تحقیقاتی در قطب شمال تبدیل شد. کشتی مجدداً به با نام آموندسن به چرخه عملیاتی بازگشت.

## طراحی
کلاس پیر رادیسون (Pierre Radisson) برای عملیات گارد ساحلی در اقیانوس منجمد شمالی طراحی شده بود. کشتی آموندسن به‌طور استاندارد ۶٬۴۰۰ تن بزرگ (۶٬۵۰۰ تن) وزن و در حالت نهایت ظرفیت بارگیری کامل ۸۱۸۰ تن بزرگ (۸٬۳۱۰ تن) وزن دارد. تناژ ناخالص این کشتی ۵٬۹۱۱ و تناژ خالص آن ۱٬۶۷۸ است. طول کشتی به‌طور کلی ۹۸٫۳ متر (۳۲۲ فوت ۶ اینچ) با بیم یا پرتو (عرض کشتی در وسیع‌ترین نقطه) ۱۹٫۵ متر (۶۴ فوت ۰ اینچ) و آبخور ۷٫۲ متر (۲۳ فوت ۷ اینچ) است.
این کشتی توسط دو پیشران (پراونه) ثابت و یک دستگاه مانور تراستر (کمان تراستر) برای ایجاد نیروی عرض، نیرو می‌گیرد که از یک سیستم الکتریکی - دیزلی متشکل از شش موتور دیزلی Alco M251F استفاده می‌کند که هنگام رانش شافت‌ها ۱۳۲۰۰ کیلووات (۱۷۷۰۰ اسب بخار) و شش ژنراتور GEC با تولید ۱۱٫۱ مگاوات هنگامی که دو متور دیزلی ۱۳٬۶۰۰ اسب بخار (۱۰۱۰۰ کیلو وات) تولید می‌کنند، آن‌ها را پشتیبانی می‌کند. این مجموعه تولید توان به کشتی حداکثر سرعت ۱۶ گره (۳۰ کیلومتر در ساعت) می‌دهد. این شناور می‌تواند ۲۴۷۱ متر مکعب (۵۴۴۰۰۰ بشکه گازوئیل) سوخت دیزل حمل کند و برد آن ۳۵۰۰۰ مایل دریایی (۶۵۰۰۰ کیلومتر) با سرعت ۱۴ گره (۲۶ کیلومتر در ساعت) است و می‌تواند تا ۱۰۰ روز در دریا بماند.
آموندسن به رادار ناوبری اسپری (Sperry) مجهز است که روی باندهای E / F و I کار می‌کند. این یخ‌شکن دارای یک عرشه پرواز (پد بالگرد) و آشیانه است و می‌تواند یک بالگرد سبک از نوع MBB Bo 105 یا Bell 206L را حمل کند. این شناور در کلاس ۳ ناوگان شمالگان دسته‌بندی می‌شود و به‌طور استاندار با ۳۱ نفر (متشکل از ۱۱ افسر و ۲۰ خدمه) راهی ماموریت‌ها می‌گردد. آموندسن ۵۱ کابین اقامت اضافی دارد.

## تاریخچه عملیاتی

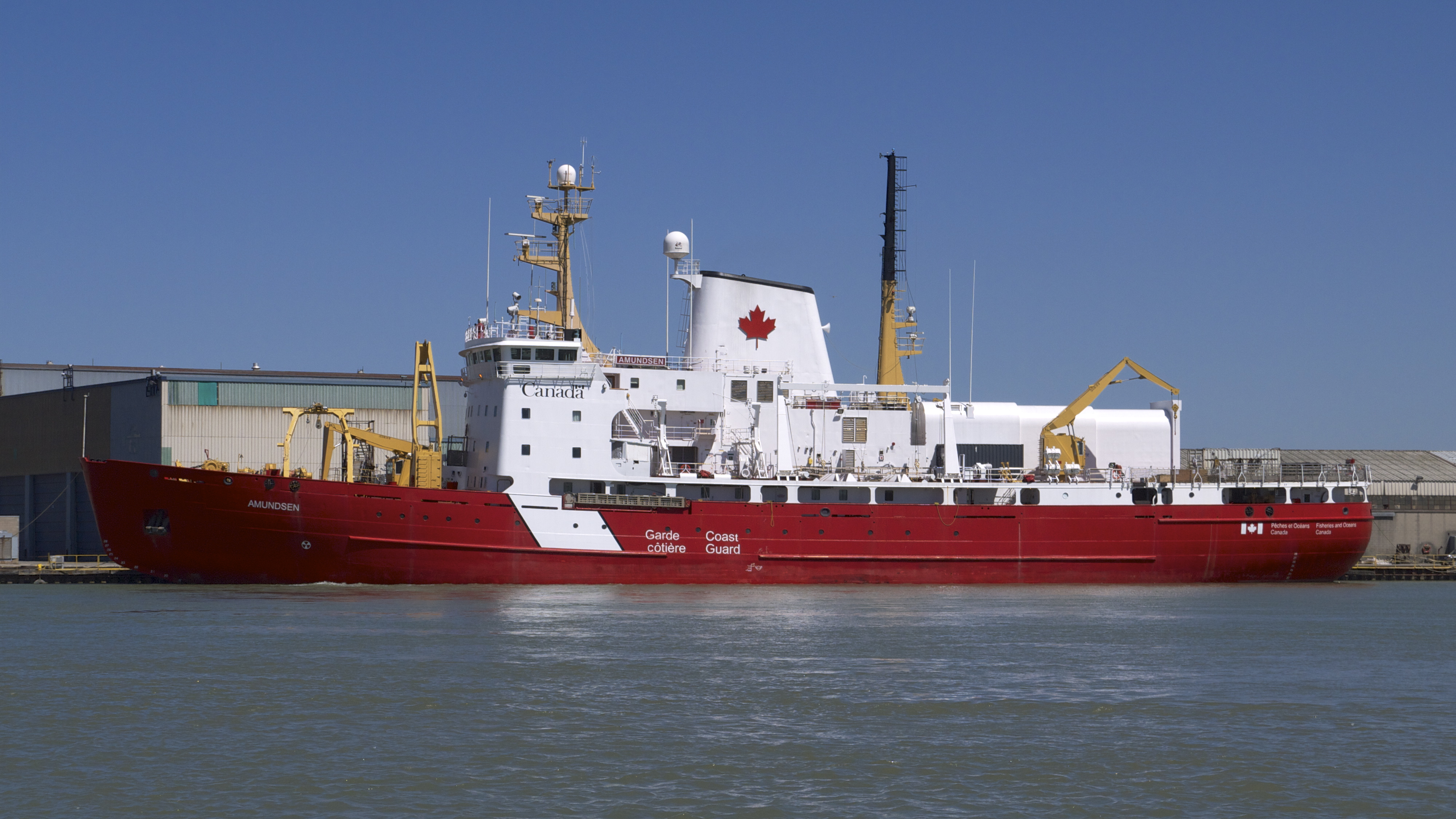
کشتی آموندسن در ماه مه ۲۰۱۳ بعد از پایان رساندن تعمیرات در بندر ولر، انتاریو

این کشتی در سال ۱۹۷۷ در کارخانه کشتی سازی بارید درای داک در ونکوور شمالی در کشور کانادا شروع به ساخته شدن شد و در ۱۰ مارس ۱۹۷۸ تکمیل گردید و در مارس ۱۹۷۹ وارد خدمات گارد ساحلی شد. این کشتی به افتخار سر جان فرانکلین، کاوشگر قطب شمال، فرانکلین نامگذاری شد. پس از عملیاتی شدن کارآزمایی دریایی را در قطب شمال غربی و گذرگاه شمال غربی انجام داد. هنگام عبور از گذرگاه غربی، برای رسیدن به یخ‌شکن نیوفاندلند، در منطقه ویسکونت ملویل سوند (قسمتی از اقیانوس منجمد شمالی در منطقه کیتیکمئوت، نوناووت و منطقه اینوویک، مناطق شمال غربی، کانادا) کشتی فرانکلین یکی از پیشرانه‌هایش را از دست داد و توسط سی‌سی‌جی‌اس لوئیس سنت لورنت نجات یافت و به سواحل غربی بازگشت.
بعد از تعمیر فراکلین سپس دو کشتی از طریق کانال پانامارا به سواحل شرقی کانادا ترانزیت کرد. در سال ۱۹۸۰ کشتی بنا به درخواست خدمه به سر جان فرانکلین تغییر نام داد. این کشتی در بیشتر دهه‌های ۱۹۸۰ و ۱۹۹۰ در CCG Base Dartmouth و CCG Base Quebec City کار می‌کرد و وظیفه آن عملیات یخ‌شکن در زمستان در خلیج سنت لورنس و رودخانه سنت لورنس و خارج از نیوفاندلند بود. در طول فصل تابستان، سر جان فرانکلین غالباً وظیفه داشت از عملیات سالانه دریایی قطب شمال برای اسکورت کشتی‌های باری به جوامع بندری دورافتاده در مجمع الجزایر قطب شمال کانادا پشتیبانی کند.